# Michael H. Breitner
Michael Hans Breitner (* 1963 in München) ist ein deutscher Wirtschaftsinformatiker.

## Leben
Breitner studierte von 1984 bis 1990 Mathematik mit Wirtschaftswissenschaften und Informatik an der TU München bei Roland Bulirsch. Nach seiner Diplomarbeit am Deutschen Zentrum für Luft- und Raumfahrt war er bis 1995 wissenschaftlicher Mitarbeiter an der TU München. 1995 wechselte er an die TU Clausthal. Seine Dissertation über Robust optimale Rückkopplungssteuerungen gegen unvorhersehbare Einflüsse wurde als Beste Dissertation der TU Clausthal 1995 vom Verein von Freunden der TU Clausthal ausgezeichnet.
Er arbeitete weiter im Fachbereich Mathematik und Informatik der TU Clausthal, aber auch als Gastdozent in Yokosuka und an der TU Helsinki, als Gastprofessor an der University of California, San Diego. 2001 erfolgte die Habilitation in Mathematik mit dem Thema Nichtlineare, multivariate Approximation mit Perzeptrons und anderen Funktionen auf verschiedenen Hochleistungsrechnern und die Ernennung zum Privatdozenten an der TU Clausthal. Seit 1998 ist Breitner Vorstandsmitglied und seit 2002 Vizepräsident der International Society of Dynamic Games. 2001 bis 2002 war er strategischer Berater des Vorstandes der Sparkasse Goslar/Harz.
Seit 2002 ist Breitner C4-Professor für BWL/Wirtschaftsinformatik und Leiter des Instituts für Wirtschaftsinformatik der Universität Hannover.

## Forschungsschwerpunkte
Breitners Forschung erstreckt sich auf verschiedene Gebiete der Wirtschaftsinformatik und angrenzende Disziplinen. Seine Schwerpunkte liegen im E-Learning und lebenslangen Lernen, im Operations Management, Research & Finance sowie bei Technologien und Trends.

## Werke (Auswahl)
Als Autor
- Robust optimale Rückkopplungssteuerungen gegen unvorhersehbare Einflüsse. Differentialspielansatz, numerische Berechnung und Echtzeitapproximation (Reihe Mess-, Steuerungs- und Regelungstechnik). VDI-Verlag, Düsseldorf 1996, ISBN 3-18-359608-3 (zugl. Dissertation, TU Clausthal 1996).
- Nichtlineare, multivariate Approximation mit Perzeptrons und anderen Funktionen auf verschiedenen Hochleistungsrechnern (Reihe Dissertationen zur Künstlichen Intelligenz; 263). Akademische Verlagsgesellschaft, Berlin 2003, ISBN 978-3-89838-263-2 (zugl. Habilitationsschrift, TU Clausthal 2001).

Als Herausgeber
- mit Gabriela Hoppe: E-Learning. Einsatzkonzepte und Geschäftsmodelle. Physica, Heidelberg 2005, ISBN 978-3-7908-1588-7.
- mit Günter Fandel: E-Learning. Geschäftsmodelle und Einsatzkonzepte (= Zeitschrift für Betriebswirtschaft. Sonderheft 2). Gabler, Wiesbaden 2006, ISBN 3-8349-0249-7.
- Neue Trends im E-Learning. Aspekte der Betriebswirtschaftslehre und Informatik. Physica, Heidelberg 2007, ISBN 978-3-7908-1917-5.
- mit Günter Wohlers: RFID-Anwendungen. Einführung, Fallbeispiele und Szenarien in der Praxis. Shaker, Aachen 2007, ISBN 978-3-8322-6616-5.
- mit Peter Loos, Thomas Deelmann: IT-Beratung. Consulting zwischen Wissenschaft und Praxis. Logos, Berlin 2008, ISBN 978-3-8325-1818-9.
- mit Martin Breunig, Elgar Fleisch, Key Pousttchi, Klaus Turowski: Mobile und Ubiquitäre Informationssysteme. Technologien, Prozesse, Marktfähigkeit. Köllen, Bonn 2008, ISBN 978-3-88579-217-8.
- mit Georg Denk, Peter Rentrop: From Nano to Space. Applied Mathematics Inspired by Roland Bulirsch. Springer, Berlin 2008, ISBN 978-3-540-74238-8.